# Chiniak
Chiniak és una concentració de població designada pel cens dels Estats Units a l'estat d'Alaska. Segons el cens del 2000 tenia 50 habitants.

## Demografia
Segons el cens del 2000, Chiniak tenia 50 habitants, 24 habitatges, i 13 famílies La densitat de població era de 0,5 habitants/km².
Dels 24 habitatges en un 25% hi vivien nens de menys de 18 anys, en un 45,8% hi vivien parelles casades, en un 0% dones solteres, i en un 41,7% no eren unitats familiars. En el 37,5% dels habitatges hi vivien persones soles el 8,3% de les quals corresponia a persones de 65 anys o més que vivien soles. El nombre mitjà de persones vivint en cada habitatge era de 2,08 i el nombre mitjà de persones que vivien en cada família era de 2,71.
Per edats la població es repartia de la següent manera: un 18% tenia menys de 18 anys, un 6% entre 18 i 24, un 14% entre 25 i 44, un 56% de 45 a 60 i un 6% 65 anys o més.
L'edat mediana era de 49 anys. Per cada 100 dones hi havia 194,1 homes. Per cada 100 dones de 18 o més anys hi havia 173,3 homes.
La renda mediana per habitatge era de 14.167 $ i la renda mediana per família de 75.067 $. Els homes tenien una renda mediana de 51.250 $ mentre que les dones 0 $. La renda per capita de la població era de 22.211 $. Cap de les famílies i el 20% de la població estaven per davall del llindar de pobresa.

## Poblacions més properes
El següent diagrama mostra les poblacions més properes.